# Ouistreham
Ouistreham é uma comuna francesa na região administrativa da Normandia, no departamento Calvados. Estende-se por uma área de 9,95 km². Em 2010 a comuna tinha 9 367 habitantes (densidade: 941,4 hab./km²).